# Secret (personaggio)
Secret, il cui nome completo è Greta Hayes, è un personaggio dei fumetti creato da Todd Dezago e Todd Nauck nel 1998, pubblicato dalla DC Comics.

## Storia
Greta Hayes ha visto il suo corpo trasformarsi in un'entità fumosa e immateriale in seguito ad un accordo tra il demone Buzz e suo fratello; successivamente venne tenuta contro la sua volontà in una struttura del Dipartimento di Operazioni Extranormali per diversi anni, finché non riuscì a scappare grazie all'aiuto di alcuni giovani eroi (Robin, Impulso e Superboy).
Si unì quindi al gruppo Young Justice insieme a Wonder Girl e Arrowette. Durante la serie nutriva una cotta per Robin.

## Altri media
Peter David, lo scrittore della serie a fumetti originale, ha annunciato sul suo blog che scriverà diversi episodi per la futura serie animata Young Justice, e ha alluso ad un'apparizione di Secret:
(Peter David)